# Sauclières
Sauclières ist eine französische Gemeinde mit 182 Einwohnern (Stand 1. Januar 2022) im Département Aveyron in der Region Okzitanien. Sie gehört zum Arrondissement Millau und zum Kanton Causses-Rougiers.

## Geographie
Sauclières ist die östlichste Gemeinde des Départements Aveyron. Sie liegt im südlichen Zentralmassiv im Bereich der Hochebene der Causse du Larzac zwischen Millau im Nordwesten und Montpellier im Südosten, am Ufer des Flusses Virenque. Das Gemeindegebiet gehört zum Regionalen Naturpark Grands Causses.

## Bevölkerungsentwicklung

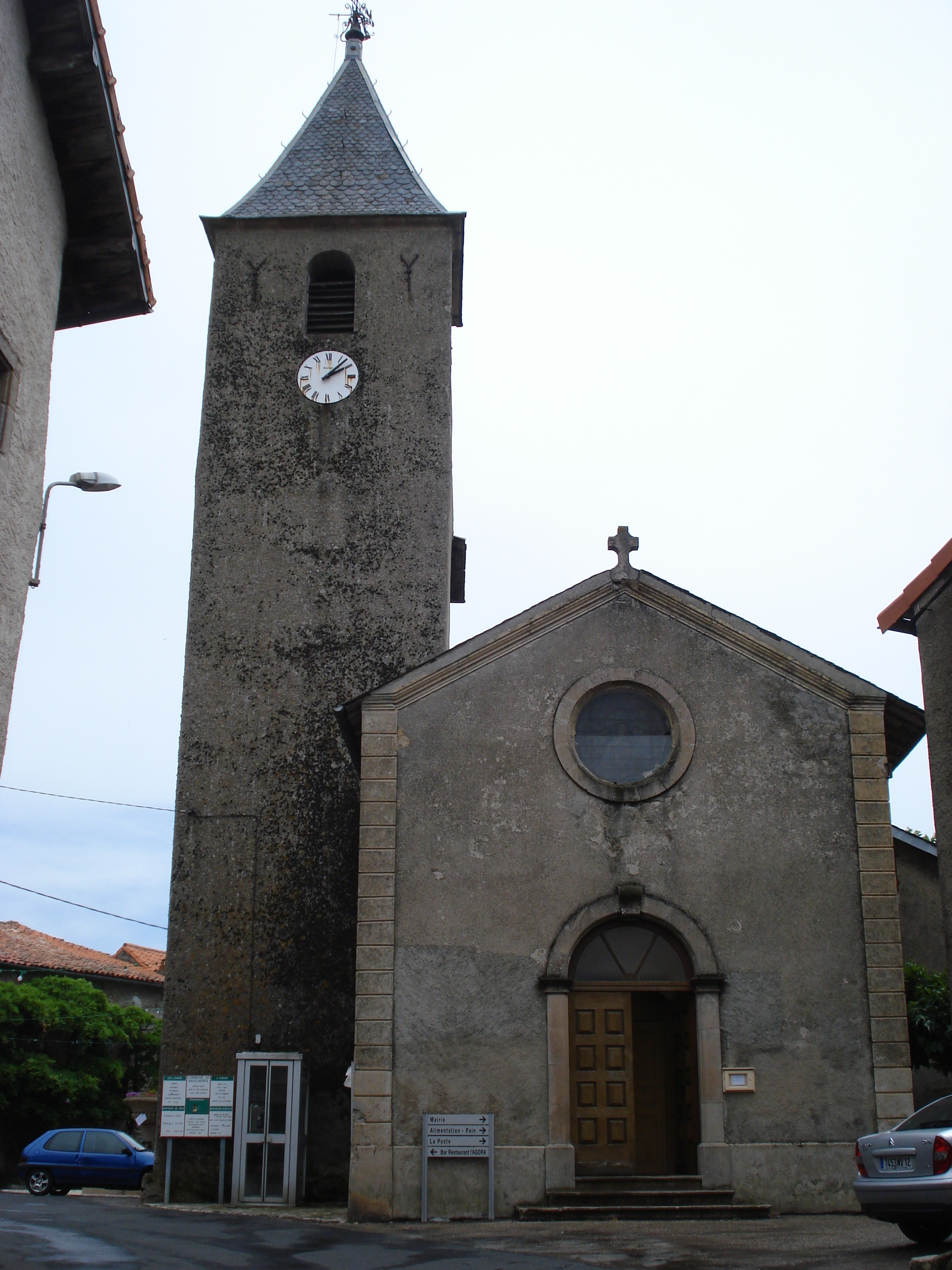
Himmelfahrtskirche

| Jahr                       | 1962 | 1968 | 1975 | 1982 | 1990 | 1999 | 2007 | 2018 |
| -------------------------- | ---- | ---- | ---- | ---- | ---- | ---- | ---- | ---- |
| Einwohner                  | 279  | 242  | 198  | 173  | 202  | 189  | 187  | 169  |
| Quellen: Cassini und INSEE |      |      |      |      |      |      |      |      |